# 藤田一己
藤田一己（1964年9月9日—）是日本機械設計師、插畫家。著名作品有《機動戰士ZGUNDAM》、《勇者王》等。
他還參與《裝甲騎兵》、《超時空要塞II》、《青騎士物語》、《QUOVADIS 2》等作品。